# Paulo Roberto Castanhassi
Paulo Roberto Castanhassi, meglio noto come Paulinho Castanhassi o solo Paulinho (in russo Пауло Роберто Кастаньясси?; Jaú, 19 ottobre 1985), è un ex giocatore di calcio a 5 ed ex calciatore russo.

## Carriera
Paulinho ha ricevuto la cittadinanza russa nel febbraio del 2020; non avendo mai giocato incontri ufficiali con il Brasile, ha potuto disputare il campionato europeo 2022 con la nazionale russa. Nel marzo del 2022 lascia la Russia per rientrare in Brasile.

## Palmarès
- Campionato russo: 1
KPRF Mosca: 2019-20